# Liviana
Liviana là một chi bướm đêm thuộc họ Erebidae.